# Tony Colman
Tony Anthony John Colman (* 24. Juli 1943 in Norfolk, England) ist Unternehmer, Direktor von Africapractice, Ratsmitglied im World Future Council und war Abgeordneter im britischen Unterhaus.

## Leben
Tony Colman war zwischen 1997 und 2005 Labour-Parlamentarier für Putney, London. Vor seiner Wahl ins Parlament war er von 1991 bis 1997 Stadtrat und Oberhaupt des Londoner Stadtteils Merton. Er war Direktor von Burtons und Gründer von Top Shop und Top Man.
Gegenwärtig ist er stellvertretender Direktor von Africapractice, einer Beratungsorganisation für Fragen des gesellschaftlichen Engagements von Unternehmen und deren Kommunikation.
Im Frühjahr 2007 ist er zudem zum Ratsmitglied des World Future Council ernannt worden.